# Константин Величков (станция метро)
«Константин Величков» — станция Софийского метрополитена. Расположена между станциями «Вардар» и «Опълченска».
Открыта 28 января 1998 года в составе первого пускового участка Софийского метрополитена «Сливница» — «Константин Величков». Названа в честь болгарского писателя и политика Константина Величкова.
Станция расположена под бульваром Тодор Александров, на пересечении его с бульваром К. Величков и улицей Димитр Петков.
«Константин Величков» — однопролётная (бесколонная) станция мелкого заложения.